# 陈利丹
陈利丹（1954年—2014年10月28日），湖南祁东人，汉族，中华人民共和国政治人物、第十一届全国人民代表大会广西地区代表。

## 生平
陈利丹出生于湖南省祁东县步雲橋鎮，大学毕业于中央民族大学中国少数民族经济专业，1974年6月加入中共。其后前往广西任职，历任中共南丹县党委组织部干事、中国共青团南丹县委书记、南丹县小场乡副乡长、党委副书记等职，后来到南宁，先后在中共广西壮族自治区党委组织部、自治区统计局等地任职。
曾任广西贺州市委副书记、市长，广西自治区民政厅厅长，广西人大外事华侨委员会主任委员。2008年，担任全国人大代表，任期5年。
2014年10月28日，陈利丹在广西南宁坠楼身亡，终年60岁。